# Tanja Frank
Tanja Frank (Vienna, 24 gennaio 1993) è una velista austriaca.

## Palmarès
Olimpiadi
- 1 medaglia:
  - 1 bronzo (Rio de Janeiro 2016 nella categoria Nacra 17)